# حمله ۱۳۹۹ دانشگاه کابل
حمله آبان ۱۳۹۹ دانشگاه کابل یک حمله مسلحانه بود که در تاریخ «۱۲ آبان ۱۳۹۹» در دانشگاه کابل انجام شد.مهاجمان ساعت ۱۲ به وقت کابل وارد دانشگاه شده و درگیری‌ها تا ۶ ساعت ادامه پیدا کرده‌است. شاخهٔ خراسان دولت اسلامی (داعش) مسئولیت این حمله را پذیرفته‌است.

## تلفات
بنابر وزارت صحت افغانستان تعداد کشته‌های این حمله ۱۲ گزارش شده‌اند که «همه کشته شدگان این حمله غیرنظامی و اکثریت‌شان دانشجویان دانشگاه کابل هستند».
امرالله صالح، معاون اول ریاست جمهوری افغانستان اعلام کرده‌است "تنها ۱۵ نفر از زخمیان رویداد دیروز در شفاخانه باقی مانده‌اند. از جمله این زخمی‌ها وضعیت دونفر وخیم توصیف شده‌است.

## واکنش‌ها
این حمله با واکنش‌هایی در افغانستان رو به رو شد. دولت افغانستان روز سه شنبه ۱۴ عقرب را عزای ملی اعلام کرد و پرچم این کشور در نمایندگی سیاسی آن در سراسر جهان به صورت نیمه برافراشته درآمد. همچنین قربانیان این حادثه در کابل و ولایت‌های دیگر طی مراسمی به خاک سپرده شدند.